# Molendoa duthiei
Molendoa duthiei là một loài Rêu trong họ Pottiaceae. Loài này được (Broth.) Broth. mô tả khoa học đầu tiên năm 1902.